# Первомайское (Смоленский район)
Первомайское — село в Смоленском районе Алтайского края. Входит в состав Смоленского сельсовета (до 2011 г. административный центр Первомайского сельсовета).

## География
Расположено в 11 км к востоку от центра сельского поселения — села Смоленского на реке Поперечка.

## История
Основано в 1928 году крестьянами сел Смоленского и Катунского. В 1930 году село становится 2-м отделением зерносовхоза «Алтайский».

## Население
| 1997 | 1998 | 1999 | 2000 | 2001 | 2002 |
| ---- | ---- | ---- | ---- | ---- | ---- |
| 543  | ↗552 | ↘547 | ↘532 | ↗542 | ↘517 |
| 2003 | 2004 | 2005 | 2006 | 2007 | 2008 |
| ↘505 | ↘504 | ↘501 | ↗511 | ↘496 | ↗503 |
| 2009 | 2010 | 2011 | 2012 | 2013 |      |
| ↘485 | ↘434 | ↘431 | ↘414 | ↘388 |      |

Национальный состав
Согласно результатам переписи 2002 года, в национальной структуре населения русские составляли 92 %.